# Carl Bonde
Carl Gustaf Bonde (ur. 28 kwietnia 1872 w Mörkö, zm. 13 czerwca 1957 w Hörningsholm) – szwedzki jeździec sportowy. Dwukrotny medalista olimpijski.
Specjalizował się we ujeżdżeniu. Brał udział w dwóch igrzyskach na przestrzeni szesnastu lat (IO 12, IO 28), na obu zdobywał medale. W 1912 triumfował w konkursie indywidualnym, na podium stanęli również jego rodacy Gustaf Adolf Boltenstern i Hans von Blixen-Finecke. Startował na koniu Emperor. W 1928 zajął drugie miejsce w drużynie, a partnerowali mu Janne Lundblad i Ragnar Olson.